# National Gallery (London)
A brit Nemzeti Képtárat (angolul: National Gallery) 1824-ben nyitották meg a köznek, gyűjteménye rohamosan gyarapodott, ma már több mint 2300 képet számlál. Klasszicista stílusú palotáját 1836–1838 között építették fel London szívében, a Trafalgar tér északi oldalán. Képeinek értéke vetekszik a párizsi Louvre, a madridi Museo del Prado és a szentpétervári Ermitázs gyűjteményével, bár ez utóbbiak mind királyi, illetve cári gyűjteményekből alakultak. A képanyagot a Tate Galériákkal és a Nemzeti Arcképtárral megosztva gyűjti, a Nemzeti Képtár gyűjtőköre időben a 13. századtól 1900-ig tart.

## Az alapítás

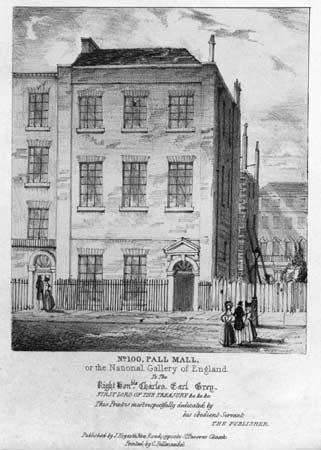
A National Gallery első otthona az Argenstein-házban (1824–1834)

Az angol Nemzeti Képtárnak, a National Gallerynek a megalapítását az angol parlamentben John Wilkes  (1725. október 17. – 1797. december 26.)  radikális képviselő szorgalmazta 1777-ben. Az ő barátja volt a korszak neves festője, Joshua Reynolds. Reynolds ekkor már 1768 óta a Királyi Művészeti Akadémia elnöke volt. Wilkes és Reynolds úgy gondolta, hogy a sok magángyűjtemény és magánképtár mellett legyen a köznek is egy képtára. A parlament habozott elfogadni Wilkes javaslatát, emiatt az 1745-ben elhunyt Robert Walpole miniszterelnök értékes gyűjteményét sem vásárolták meg. Helyettük Nagy Katalin orosz cárnő vette meg, s így Walpole gyűjteménye ma az Ermitázsban látható.
Majdnem ötven év telt el, míg egy gazdag, jó ízléssel megáldott műgyűjtő és mecénás, Sir George Howland Beaumont, Bt  (1753. november 6. – 1827. február 7.) 1823-ban felajánlotta saját gyűjteményét a Nemzeti Képtár megalapítása céljából, azzal a feltétellel, hogy megfelelő körülmények között állítják ki és gondoskodnak az állagmegőrzéséről. Ekkor már hajlottak a honatyák arra, hogy létrehozzák a Nemzeti Képtárat, sőt egy gazdag kereskedő, John Julius Angerstein  (1732. – 1823. január 22.) híres gyűjteményének megvásárlására megszavazott a parlament 57 ezer fontot. Amíg a parlamentben szervezték a honatyák hajlandóságát a vételár megszavazására, addig Thomas Lawrence festő, Julius Angerstein korábbi pártfogoltja nyílt levélben kérte a családot, hogy ne adják el a gyűjteményt külföldre. 1824 májusában már be is mutatták a nemzeti gyűjteményt a volt Angerstein-házban, a Pall Mallen, ez a ház lett aztán egy évtizeden át a Nemzeti Képtár otthona.
Kezdetben a National Gallery a British Museum részeként működött, annak kurátorai is itt helyezték el saját képgyűjteményeiket, főleg portrékat. A galéria csak 1868-ban önállósodott teljesen, amikor a parlament elfogadta a National Gallery Act 1856 törvényt.

## Az épület

### A William Wilkins tervezte épület

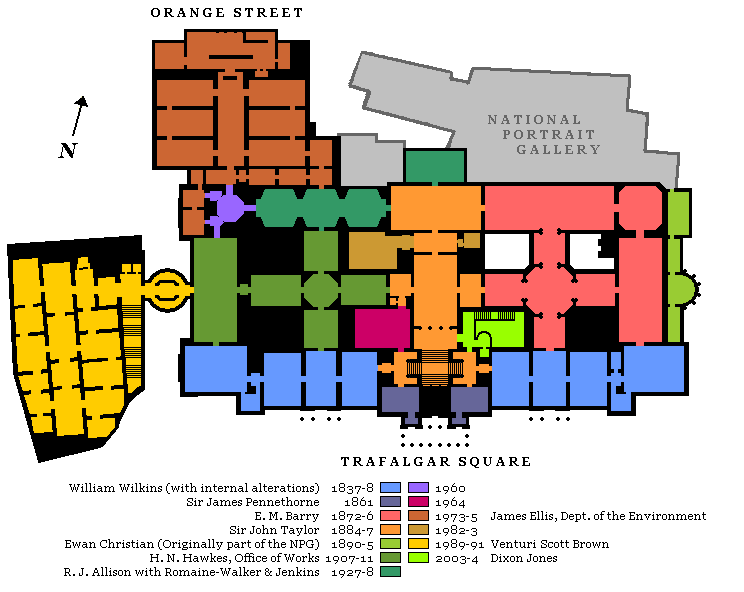
A National Gallery 2006-os alaprajza, amely jól szemlélteti a galériák fokozatos terjeszkedését (az első emelet ábrázolása)

John Nash építész tette az első javaslatot a Trafalgar Square-en megépítendő múzeumépületre, amely elképzelései szerint a King's Mews helyén épült volna fel, míg a tér közepén a Royal Academy Parthenónhoz hasonló épülete állt volna. 1832-ben írták ki a pályázatot a Mews helyén megépítendő múzeumépület tervére, amelyre Nash társával, C. R. Cockerell építésszel közösen készítette el pályázatát. Nash hanyatló népszerűsége azonban nem volt elegendő ahhoz, hogy megnyerje a pályázatot, és végül az a William Wilkins (1778–1839) kapta a megbízást az új épület felépítésére, aki az épület helyszínének kiválasztásában is részt vett, és az utolsó pillanatban adta be pályázatát.
Wilkins eredeti elképzelései alapján szerette volna létrehozni a „Művészetek Templomát, amely a történelmi példák bemutatásán keresztül segíti a kortárs művészet fejlődését”, de a végeredmény – az építkezést sújtó fösvénység és a tervezés során szükséges kompromisszumok miatt – szinte minden szempontból kudarcot vallott.

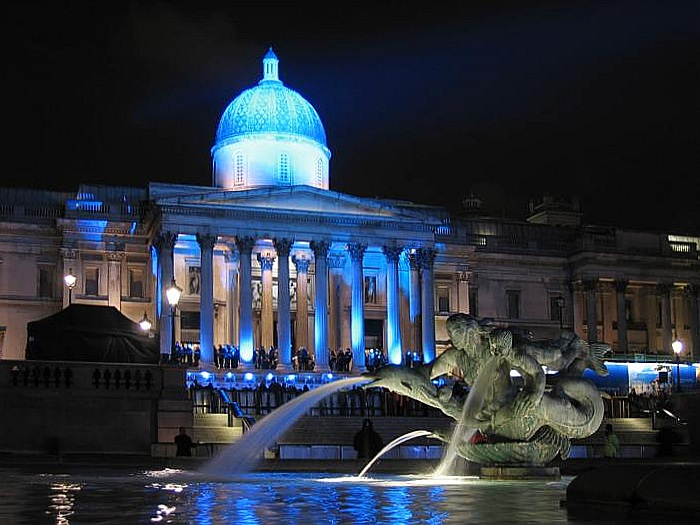
A Wilkins által tervezett homlokzat éjszakai kivilágítása

A kiválasztott helyszín adottságai miatt – az épület mögött egy dologház és egy laktanya volt – a múzeum csak egy terem mély lehetett. A helyzetet tovább súlyosbította, hogy biztosítani kellett a múzeumon keresztül az átjárást ezekhez az épületekhez, ezért készültek el a homlokzat nyugati és keleti részén található oszlopcsarnokok. Az itt található oszlopok egy része a lerombolt Carlton-házból  került ide, hogy újra felhasználják. Ezek az oszlopok azonban túlságosan rövidek voltak, és nem tették lehetővé, hogy a múzeum elfoglalja a tér északi oldalán azt az uralkodó pozíciót, amit az építész eredetileg megtervezett. A múzeum homlokzatát díszítő szobrok eredetileg a Nash által tervezett és pénzügyi gondok miatt félbehagyott Marble Arch számára készültek.
Egy 20. századi kritikus szerint a tető kialakítása, ahol egy kupola és két kisebb torony található, „a kandallópárkányon található órát és a vázákat idézi fel, csak azoknál haszontalanabb”. Az épületen belül a National Gallerynek juttatott tér is elégtelennek bizonyult, hiszen a keleti szárnyat 1868-ig a Royal Academy foglalta el, mielőtt jelenlegi helyére, a Burlington-házba költözött.
Az épületet már befejezése előtt is nyilvános kritikák érték, mivel a tervek egyik változatát 1833-ban kiszivárogtatták a Literary Gazette című folyóiratnak. Két évvel az épület befejezése előtt A. W. N. Pugin, a neogótikus stílus képviselője Contrasts (1836) című értekezésében a klasszicista stílus degenerációjának példájaként hozta fel Wilkins terveit. Még az uralkodó, IV. Vilmos is lesújtó véleménnyel volt az épületről és csak úgy emlegette, hogy a „randa kis luk” („nasty little pokey hole”).
Elkészülte után azonban az utókor véleménye sokkal kedvezőbb az épülettel kapcsolatban, amelyet jól példáz a jelenlegi trónörökös, Károly walesi herceg, aki 1984-es beszédében „szeretett és elegáns barátunk”-ként említette az épületet. (Lásd alább.)

### Változtatások és hozzáépítések: Pennethorne, Barry és Taylor

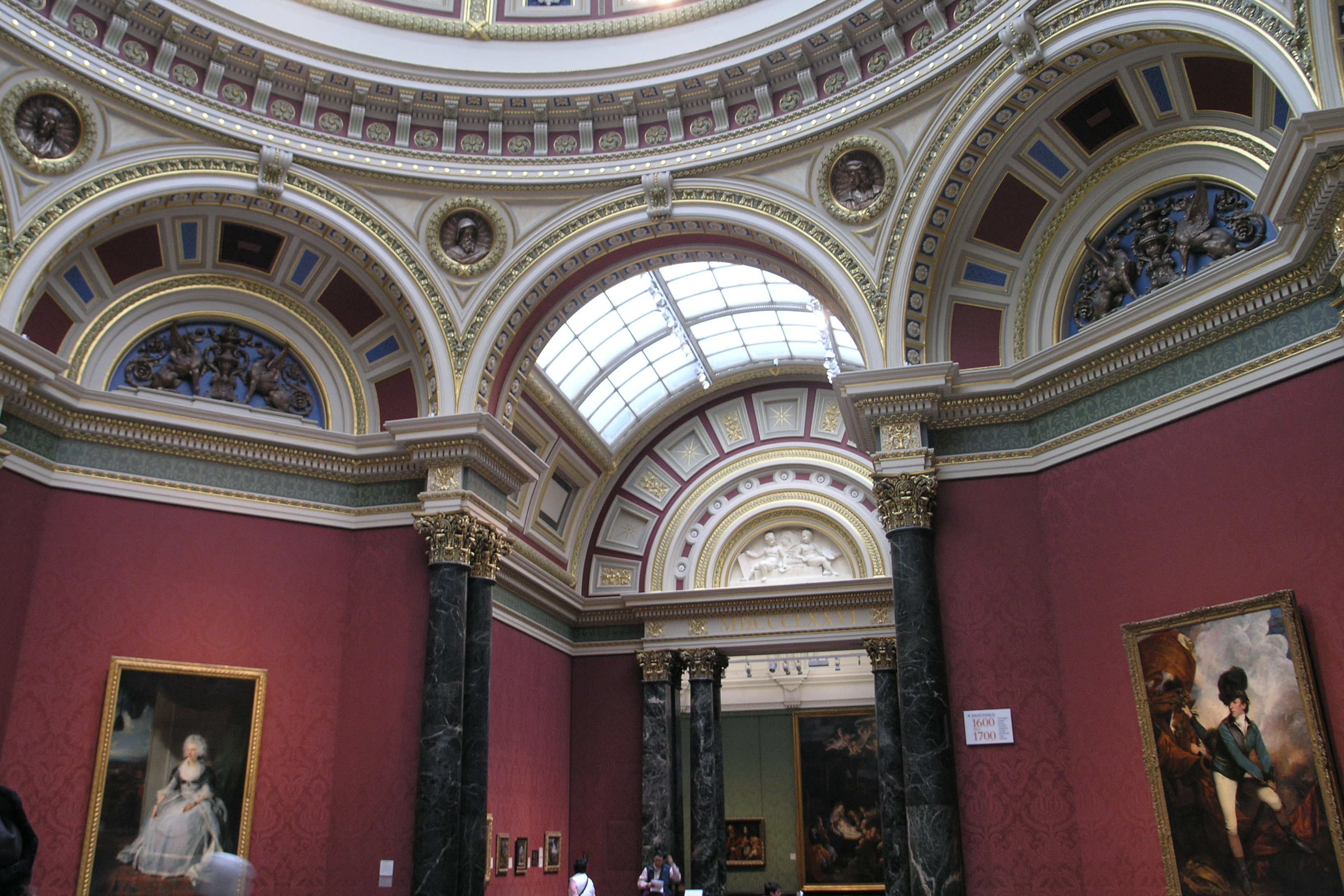
Az E. M. Barry (1872–76) által tervezett Barry-termek

Az épület első jelentős átalakítására 1861-ben került sor, amikor elkészült a Sir James Pennethorne által tervezett hosszúkás galéria. A Wilkins által tervezett termekhez képest gazdagon díszített galéria tovább zsúfolta az épület belsejét, hiszen az eredeti bejárati csarnok helyére épült. Nem meglepő módon több javaslat is napvilágot látott a National Gallery teljes átalakítására (ahogyan azt Sir Charles Barry javasolta 1853-ban), vagy átköltöztetésére Kensingtonba, ahol a levegő minősége is jobb volt. 1867-ben id. Barry fia, Edward Middleton Barry azt javasolta, hogy a Wilkins által tervezett épületet rombolják le és helyére egy klasszikus, négykupolás épületet emeljenek. A terv azonban bukásra volt ítélve, a kritikusok azzal vádolták ifj. Barryt, hogy a „Szent Pál-katedrálist próbálja utánozni”.
A múzeum mögött lévő dologház lerombolásával azonban Barrynek lehetősége nyílt arra, hogy megtervezze a Képtár első jelentős kiterjesztését: az új épületszárny 1872 és 1876 között épült. A neoreneszánsz stílusú épületrész alaprajza görög keresztre emlékeztet, amelynek középpontjában nyolcszög alaprajzú terem található. Az impozáns új szárny némileg ellensúlyozta Wilkins eredeti épületének építészeti középszerűségét, de a múzeum dolgozói nem tartották az új galériák monumentális kialakítását a múzeum funkciójához méltónak. A termek belső díszítése sem vette figyelembe az itt kiállítandó festményeket, például a XV–XVI. századi itáliai festészet termének tetejét 19. századi brit festők nevével díszítették. A hiányosságok ellenére a „Barry-termek” kialakítása nagy hatást gyakorolt a Képtár további bővítéseire is, ennek eredményeként az épület megőrizte szimmetrikus jellegét.

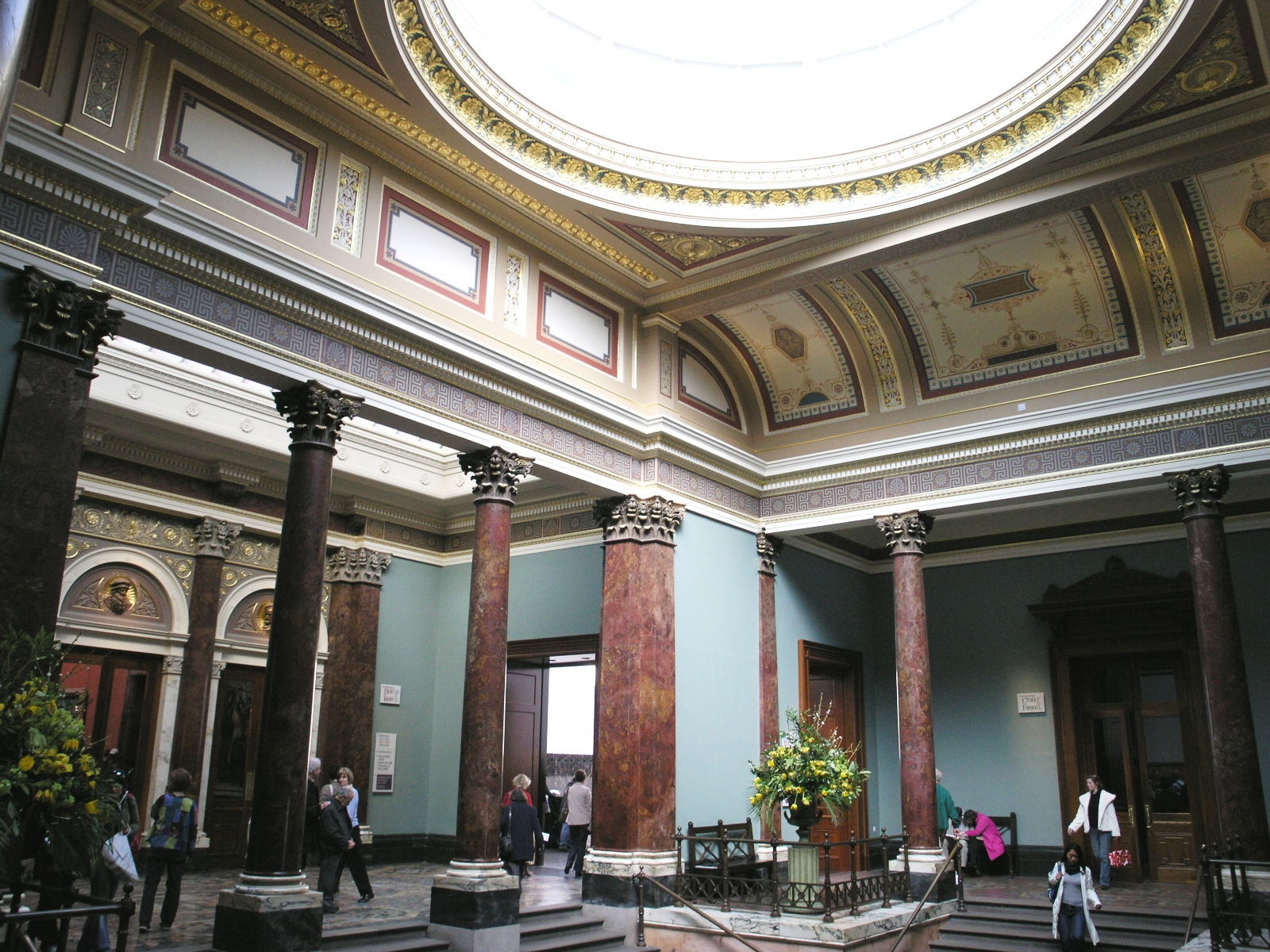
A Sir John Taylor által tervezett Staircase Hall (lépcsőházi terem)

A Pennethorne tervezte galériát a múzeum következő, Sir John Taylor által megtervezett, északi irányú terjeszkedésének előkészítéseként lerombolták. Az újonnan épült üvegkupolás bejárati csarnok tetejét John Dibblee Crace díszítette, aki korábban már a Barry-termek díszítésén is dolgozott. A csarnok déli falára tervezett freskó sosem készült el, helyét ma Frederic Leighton egyik festménye foglalja el, amelyet az 1990-es években a Royal Collectionből kapott kölcsön a múzeum.
1928 és 1952 között készült el a bejárati csarnok padlóját díszítő mozaik, Boris Anrep műve. Anrep szoros kapcsolatban állt a Bloomsbury Group néven ismert művészeti közösséggel (amelynek legismertebb tagjai Virginia Woolf, John Maynard Keynes, E. M. Forster) és alkotását nagy mértékben befolyásolta a csoport ellenérzése a viktoriánus kor értékei és kifejezésmódja iránt. Anrep szatírának, a középületek díszítésére vonatkozó 19. századi hagyományok kritikájának szánta művét, saját elképzelései szerint átformálva a viktoriánus korra jellemző nagyképűséget és morális felsőbbrendűséget. A hagyományos hét keresztény erényt saját modern erényeivel (mint például a „humor” és a „nyitottság”) helyettesítette és az élet élvezetes oldalát is ábrázolta (többek között a karácsonyi pudingot). A múlt kiemelkedő alakjainak ábrázolása helyett kortársait helyezte az előtérbe: a központi mozaik múzsái között megtalálható Virginia Woolf és Greta Garbo portréja, míg a modern erények allegorikus alakjaihoz Winston Churchill, Bertrand Russell és T. S. Eliot portréját használta fel.

### Nyugati és északi bővítések
A Barry tervezte szimmetrikus szerkezetű részek tükrözésével az épületet fokozatosan tovább bővítették nyugati irányba. A burkolóanyagok megválasztásánál (sötét márvány és pala) is ügyeltek a régebbi termekkel való egységre. A szimmetriát először az 1975-ben megnyitott északi szárny törte meg. A „mérsékelt” lelkesedéssel fogadott változtatásokat aztán 1990-ben további átalakításokkal igyekeztek a korábbi részekkel összhangba hozni. Ez az 1985-ben a Barry-termek restaurálásával kezdődő, a fő szint rekonstrukcióját megcélzó nagyobb program keretében történt.

### A Sainsbury-szárny és a későbbi bővítések

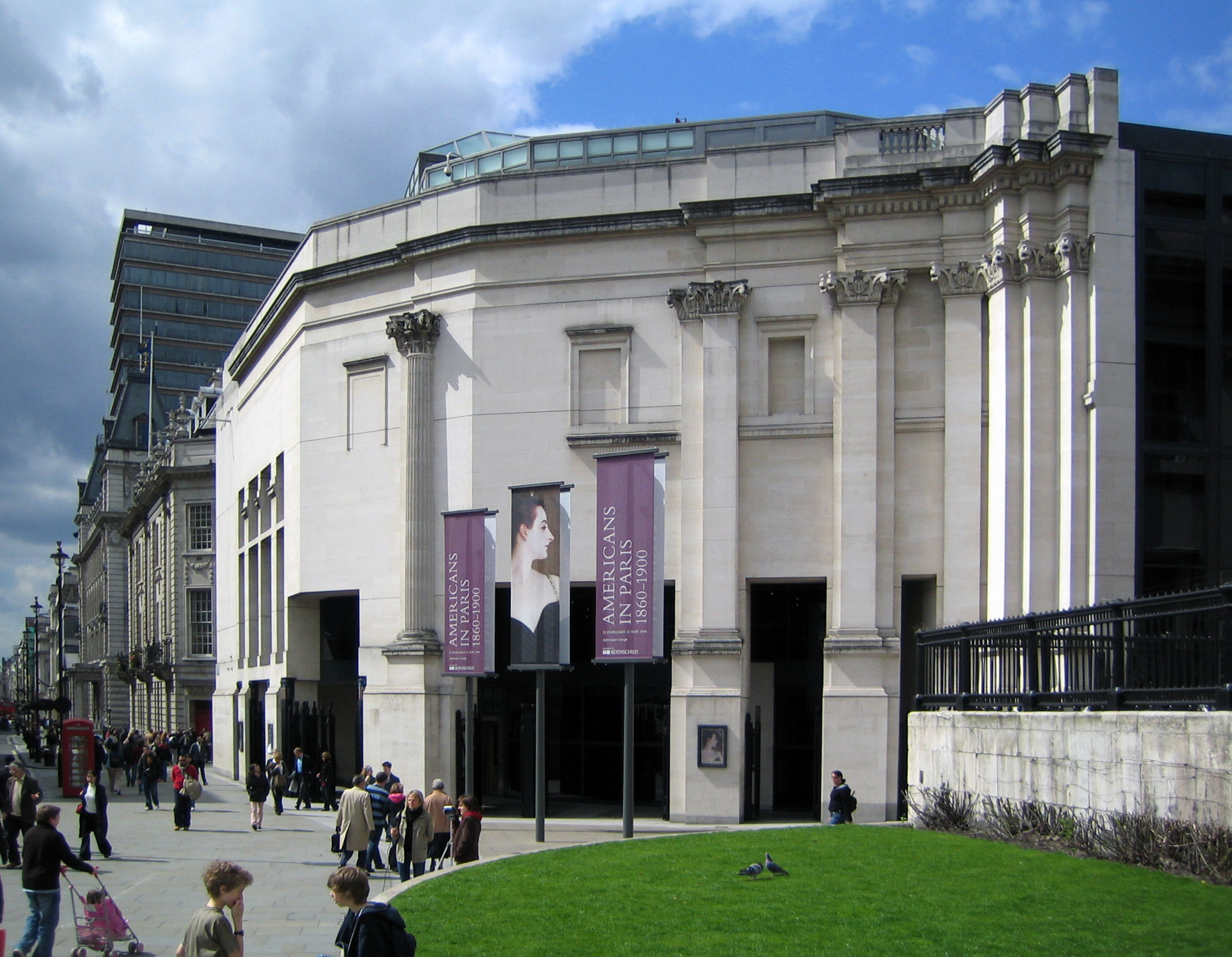
A Sainsbury-szárny a Trafalgar Square felől nézve

A legfontosabb bővítés az utóbbi években a Robert Venturi és Denise Scott Brown posztmodern építészek tervei alapján 1991-ben elkészült Sainsbury-szárny volt, ez a reneszánsz festészetnek ad otthont. Megépülését késleltette, hogy Károly walesi herceg 1984-ben a „szörnyű pörsenés egy nagyon szeretett és elegáns barát arcán” kifejezéssel illette az Ahrends, Burton és Koralek építészek első, modernista bővítési javaslatát.
A Sainsbury-szárny nem olyan gazdagon díszített, mint a 19. századi és az ezeket imitáló termek. Szándékosan visszafogottabb, intim keretet ad a benne otthont kapott, általában kisebb méretű képeknek. A John Soane tervezte Dulwich Picture Gallery világosan felismerhető inspirációja mellett a firenzei reneszánsz építész, Filippo Brunelleschi stílusára utaló részleteket is felfedezhetünk rajta.
Az északi galériák Barry központi tengelyét hosszabbítják meg, végigláthatunk a Galéria teljes hosszában. Ha a fő épületből a Sainsbury-szárny felé tekintünk, akkor a látvány hatását még a mind kisebb oszloppárok hamis perspektívája is fokozza.
Venturi posztmodernsége a Pall Mallt, a vatikáni Scala Regiát, a viktoriánus kori épületeket és a régi egyiptomi templomok stíluselemeit idéző részletekben is megnyilvánul.
Miután a Trafalgar Square környékének egy részét sétálóutcává alakították, a Gallery megkezdte a földszinti, üres irodahelyiségek átalakítását kiállítótermekké. A terv szerint a múzeumot környező, használaton kívüli udvarokat és a szomszédos National Portrait Gallerytől 2000-ben megszerzett telket is felhasználják. Az első ütem során a keleti szárny, amelyet Jeremy Dixon és Edward Jones terveztek, 2004-ben készült el. Itt egy új, földszinti bejáratot is kialakítottak, amely a Trafalgar Square felől nyílik és Sir Paul Getty nevét viseli. A projekt keretén belül a főbejáratot is felújították és 2005 szeptemberében adták át a múzeum látogatóinak. A jövőbeni tervek között szerepel egy lehetséges nyugati szárny kialakítása, amely nagyjából szimmetrikus lenne a már elkészült keleti szárnnyal és szintén egy földszinti bejáraton keresztül lenne megközelíthető. Emellett tervezik a National Portrait Gallerytól megszerzett, az épület keleti csücskében található termek megnyitását is, amelyet egy nyilvános lépcsőház tenne lehetővé. A munkálatok megkezdésének még nincs hivatalos dátuma.

### Világháborús károk és a helyreállítás

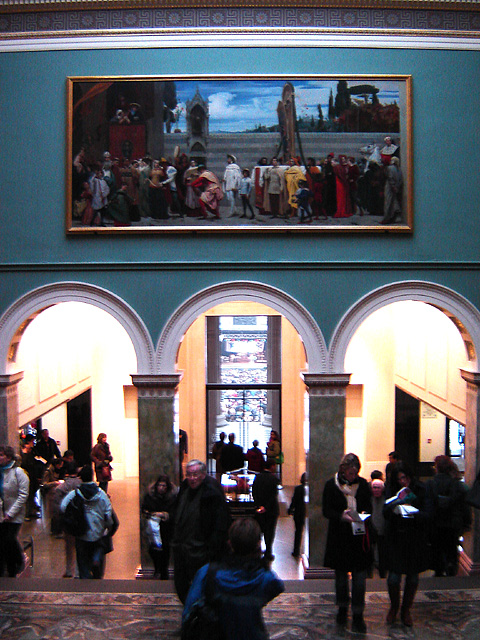
Mai épületbelső (2006)

Az első világháború idején, 1917-ben Londonból elszállították a műtárgyakat a háborús károk megelőzése végett. A második világháború idején még sokkal óvatosabbak voltak, már a hadüzenet előtt, 1939. szeptember 3-án útnak indították a múzeum állományát Nyugat-Anglia és Wales felé. E megelőző intézkedés hasznosnak bizonyult, mert a háború alatt kilenc bombatalálat érte az épületet. A II. világháború után a helyreállítással együtt modernizálták is a múzeum működtetését, ekkor vezették be a légkondicionálást.

## Az előkert szobrai
A National Gallery előkertjében található II. Jakab angol király szobra, amit magáról a királyról mintázott Griling Gibbons szobrászművész. Az előkert másik végében George Washington szobra áll, a francia Jean-Antoine Houdon alkotásának másolata (az eredeti az USA-ban van Virginia állam fővárosában, Richmondban).

## A gyűjtemény

### Együttműködés a Tate Galleryvel
A gyűjtemény rohamos gyarapodása arra késztette a honatyákat, hogy külön hozzanak létre egy múzeumot a modern festészeti alkotások számára, amelyek már nem fértek be a National Gallerybe. Nem tudták elhelyezni a nagy angol tájképfestő, William Turner képeit és még számos felajánlott magángyűjteményt. Az újabb képek számára megszervezték már a 19. század végén a modern festészeti alkotások zarándokhelyét, a Tate Képtárat (Tate Gallery).
Kialakult az a gyakorlat, hogy a National Gallery a kezdetektől (XIII. század) gyűjti a képanyagot a 20. századig, a modern kor anyagát pedig a Tate Gallery gyűjti. A két múzeum gyakran, sokszor huzamosabb ideig is közös igazgatás alatt működött, amely nyilván a képek cseréjét is magával vonta, ezért a szakirodalomban néha ellentmondásosan jelennek meg a képek lelőhelyei, például Seurat Fürdőzés Asnières-ben c. képének lelőhelye egyik könyvben a National Gallery, másik könyvben a Tate Gallery. A múzeumok szervezése is változik, ezt is folyamatosan figyelembe kell venni. A 2000-ig egyetlen Tate Gallery helyett napjainkban már négy modern művészeti múzeum működik Angliában, ebből kettő Londonban (Tate Britain, Tate Modern, Tate St. Ives és Tate Liverpool).

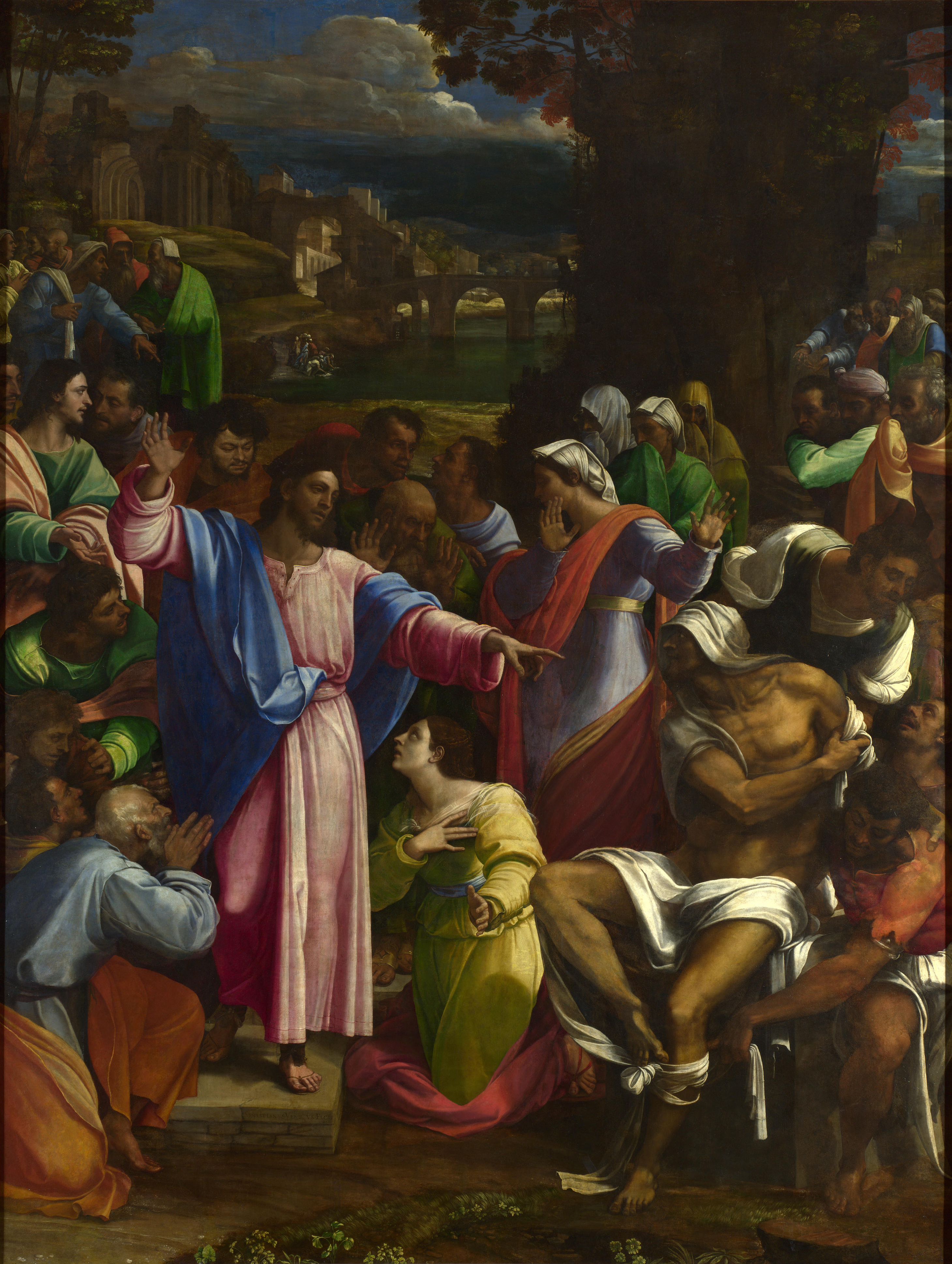
Piombo: Lázár feltámasztása (1519)

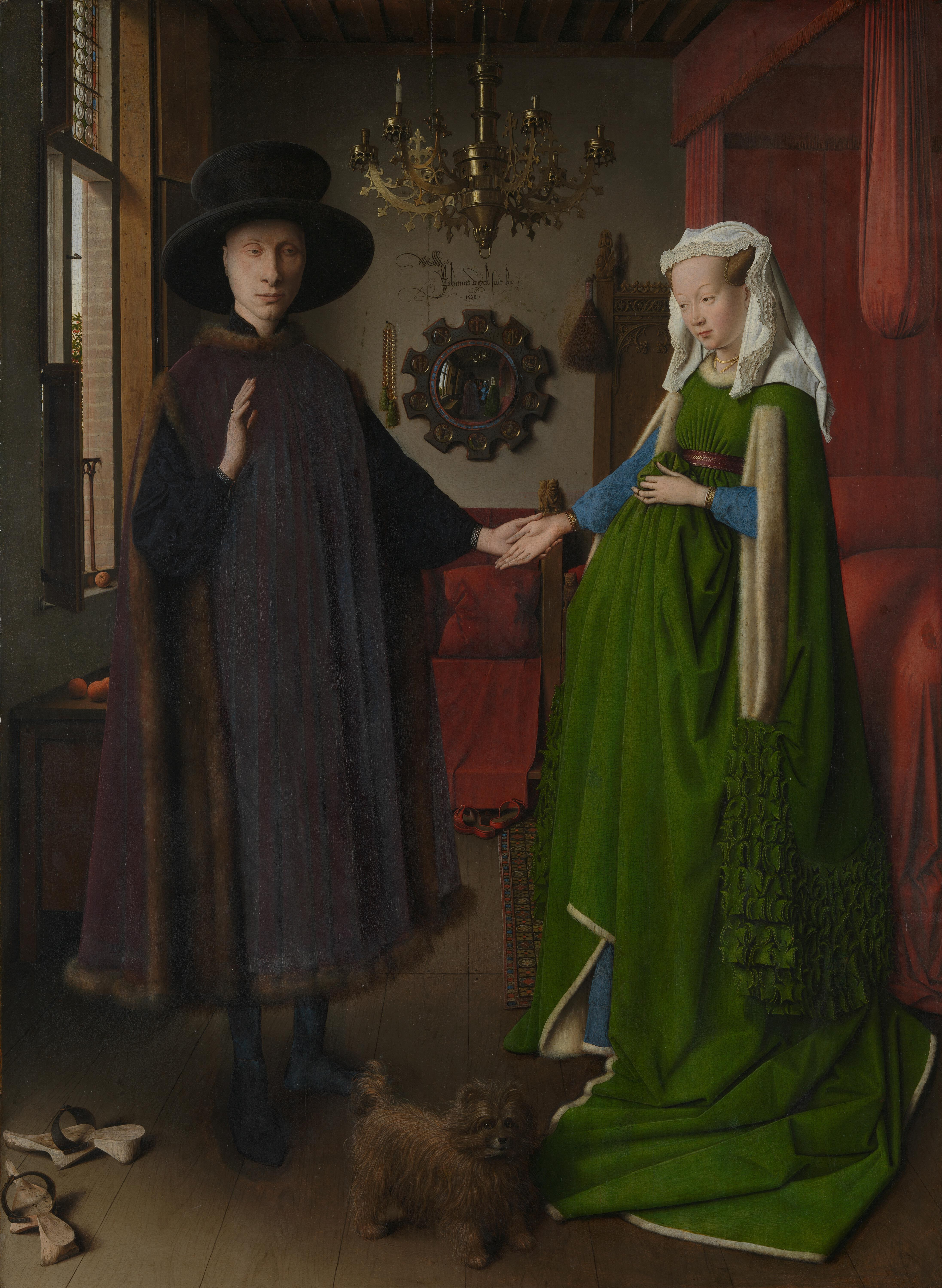
Jan van Eyck: Arnolfini házaspár (olaj, vászon, 1434)

### A gyűjteményszervezés
A Nemzeti Képtár alapjait Beaumont és Angerstein gyűjteménye jelentette. Két XVI. századi itáliai festményt tartalmazott az Argenstein-gyűjtemény, Sebastiano del Piombo Lázár feltámasztása című alkotását és Tiziano Vénusz és Adonisz című festményét. Számos jeles kép vált most közkinccsé, köztük Rubenstől A szabin nők elrablása, Rembrandttól A házasságtörő nő Krisztus előtt, és A pásztorok imádása.
A Beaumont-gyűjteményből is előkerült több Rubens-kép, a Zsidó kereskedő, a Levétel a keresztről és Rubens kevés tájképének egyike, A steeni kastély, illetve Canaletto egyik legszebb velencei képe, például A kőfaragó udvara. 1825-ben államköltségen megvették Coreggio Ruháskosaras Madonna című képét, 1826-ban Tiziano Bacchus és Ariadné című alkotását. Nem csoda, hogy a gyors gyarapodás miatt még az új palota felépítéséig a Pall Mall egy nagyobb házába kellett költöztetni a Képtárat.
Egyre több jeles műgyűjtő adományozta képeit a National Gallerynek, s a parlament is sokat költött képbeszerzésre, sokszor a legjobb műkereskedők vásároltak az éppen aktuális kínálati piacon. A gyűjtőkör már kezdettől fogva nemcsak az angol alkotások megvásárlását célozta meg, látókörébe vonta majdnem a teljes európai területet. Viktória királynő férje, Albert herceg tisztelte a klasszikus és a kortárs művészetet, és sokat tett azért, hogy a National Gallery jelentőségét megismertesse a közvéleménnyel. 1842-ben vásárolták meg Jan van Eyck Arnolfini házaspár című művét.
A XIII. századtól 1900-ig tanulmányozhatjuk a National Galleryben az európai festészeti irányzatok és iskolák jellegzetes műveit. Gondosan válogatott és átfogó az angol nemzeti anyag, nagyon gazdag az itáliai képek gyűjteménye, számottevő remekmű képviseli a németalföldi festészetet, jelentős a francia festők munkásságának bemutatása, arányait tekintve kisebb a spanyol és a német anyag, de ami van, az nagyon értékes.
A 19. századi műalkotások szerzői közt találjuk Jean Auguste Dominique Ingres, Édouard Manet, Pierre-Auguste Renoir, Georges Seurat és Paul Cezanne festőket és még sorolhatnánk.

### A gyűjtemény nevezetes alkotásai

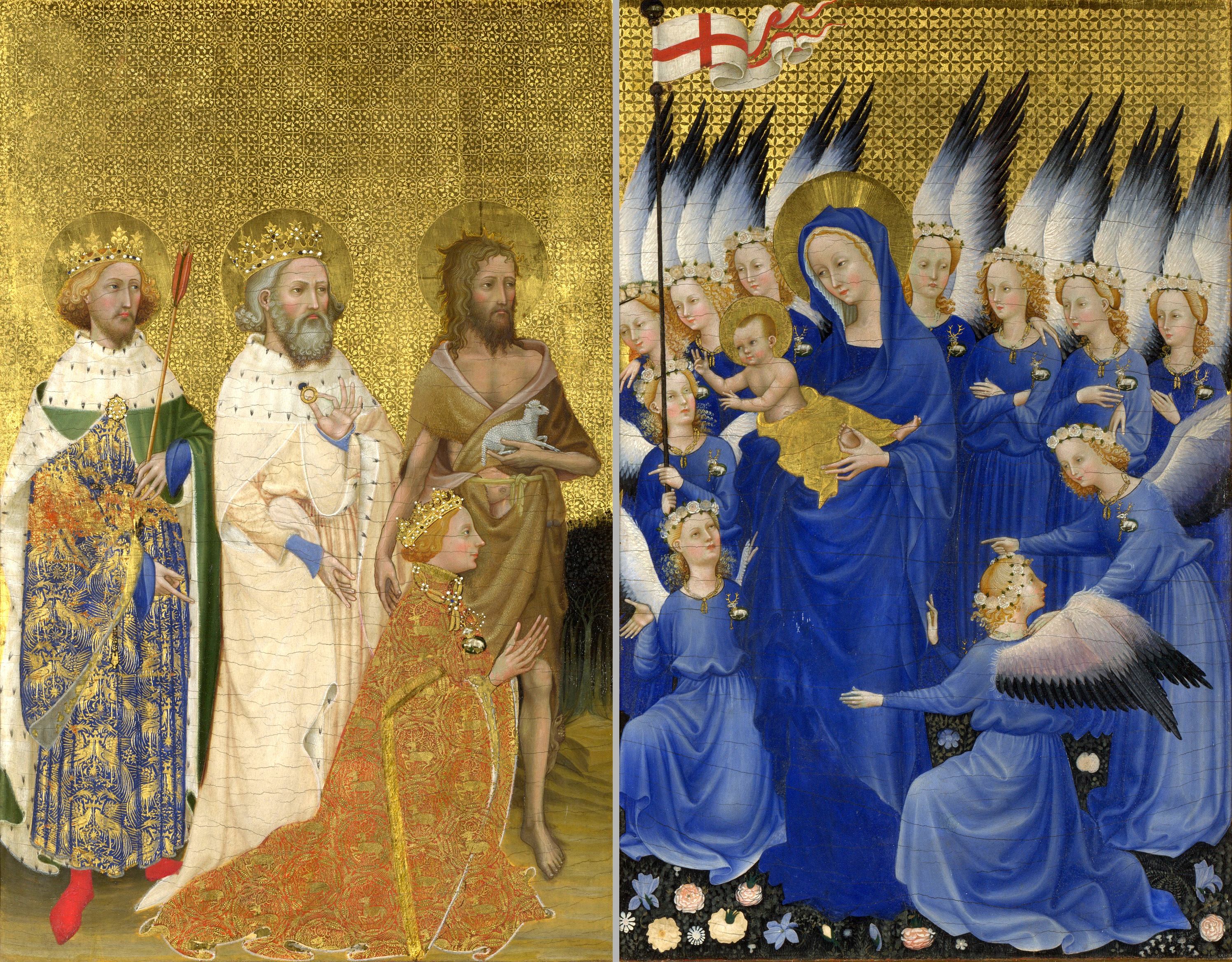
Wilton-diptichon (1399) (tempera-fa, 46 x 29 cm)

A National Gallery nyugati szárnya II. sz. termének angol nevezetessége a fenti kettős táblakép. Eredetileg a Wilton-kastélyban volt elhelyezve, innen a neve. A bal oldali táblaképen II. Richárd angol király térdel, mögötte két királyi őse, Edmund angol király, Hitvalló Eduárd és Keresztelő Szent János bemutatja őt a Madonnának. A jobb oldali tábláról kegyesen tekint át a Szűzanya, s átadja Anglia zászlaját II. Richárdnak, karján a király felé mozdul a gyermek Jézus, mögöttük angyali sereg tarka szárnyakkal. Lehet, hogy a király halála után, 1399-ben festették, de az is lehet, hogy még a király rendelte meg. Angol vagy francia művész festette, az első írásos feljegyzés róla a 17. század elejéről származik, ekkor I. Károly angol király leltárába íratta. Az I. Károly gyűjteményéből származó kép a 18. század eleje óta Earl of Pembroke tulajdonában, a Wilton-házban volt. 1929-ben egy magánszemély támogatásával került a galériába. (A táblaképek tölgyfára vannak festve, a táblák mérete egyenként 46 × 29 cm.)
A középkor végi udvari művészet gyöngyszemei e festett táblák csillogó színeikkel, lágy vonalvezetésükkel és a részletek finom kidolgozásával.

### Művek a XV-XVIII. századból

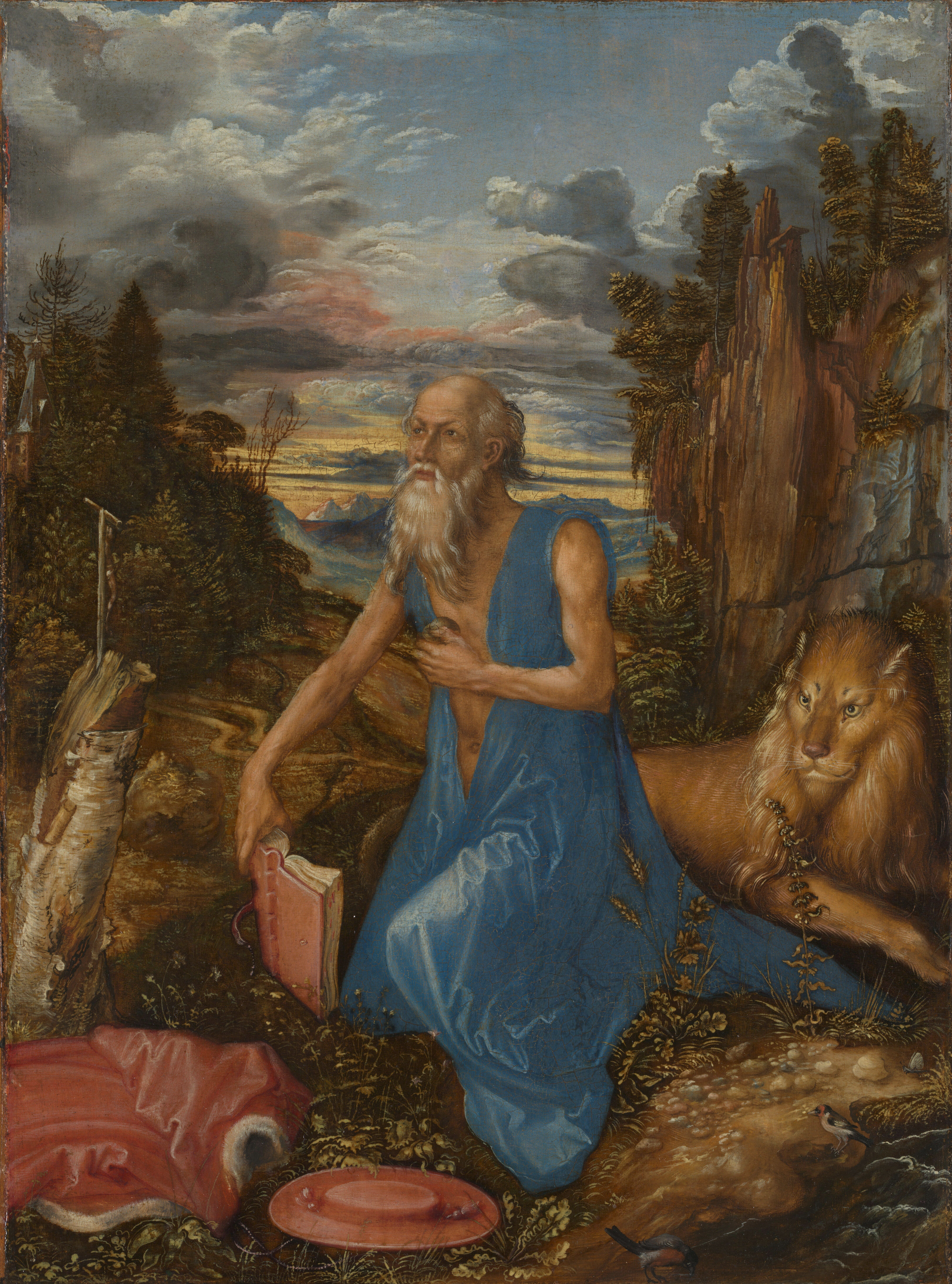
Albrecht Dürer: Szent Jeromos vezeklése (XV. század)
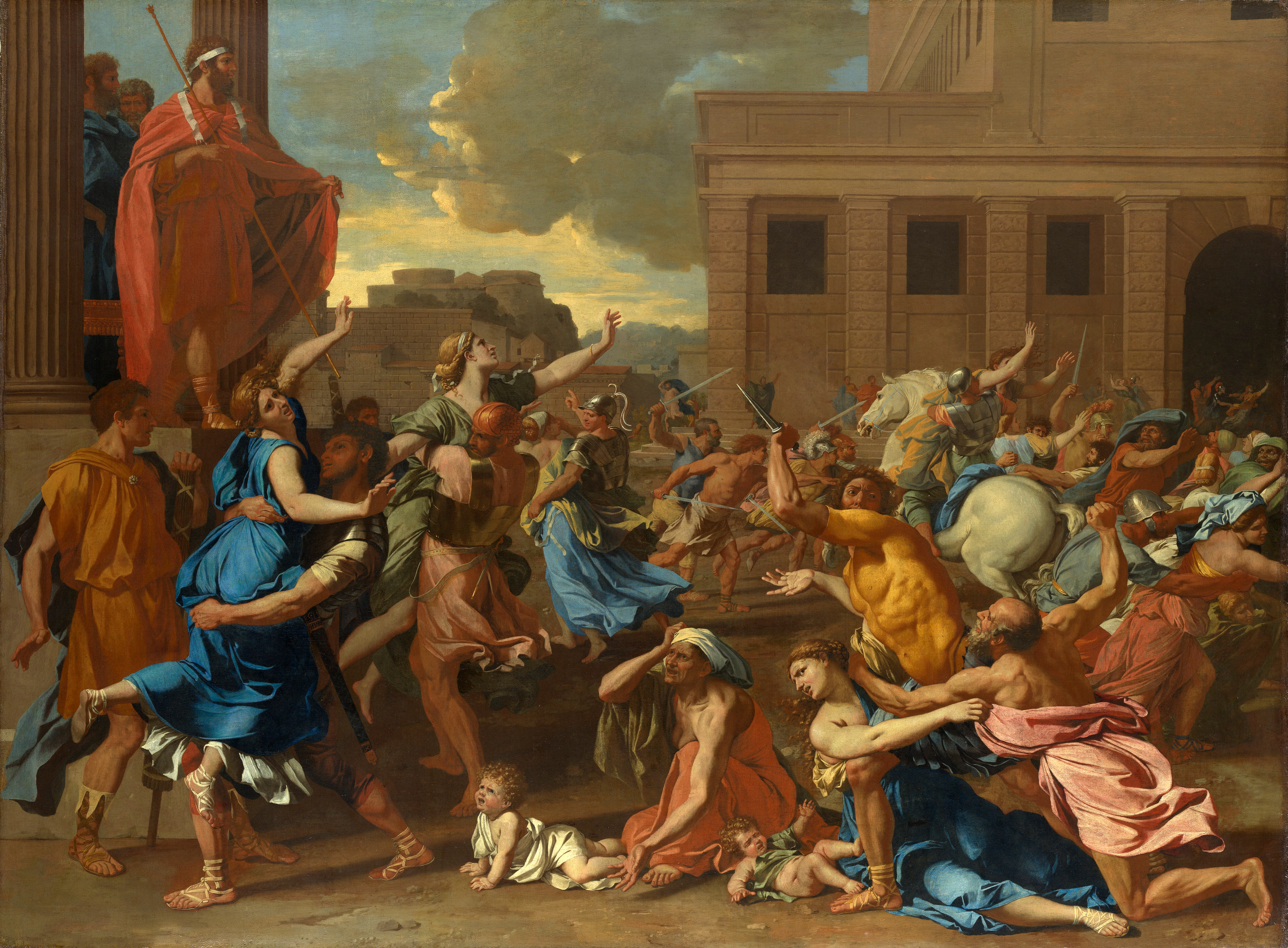
Poussin: A szabin nők elrablása (XVI. század)
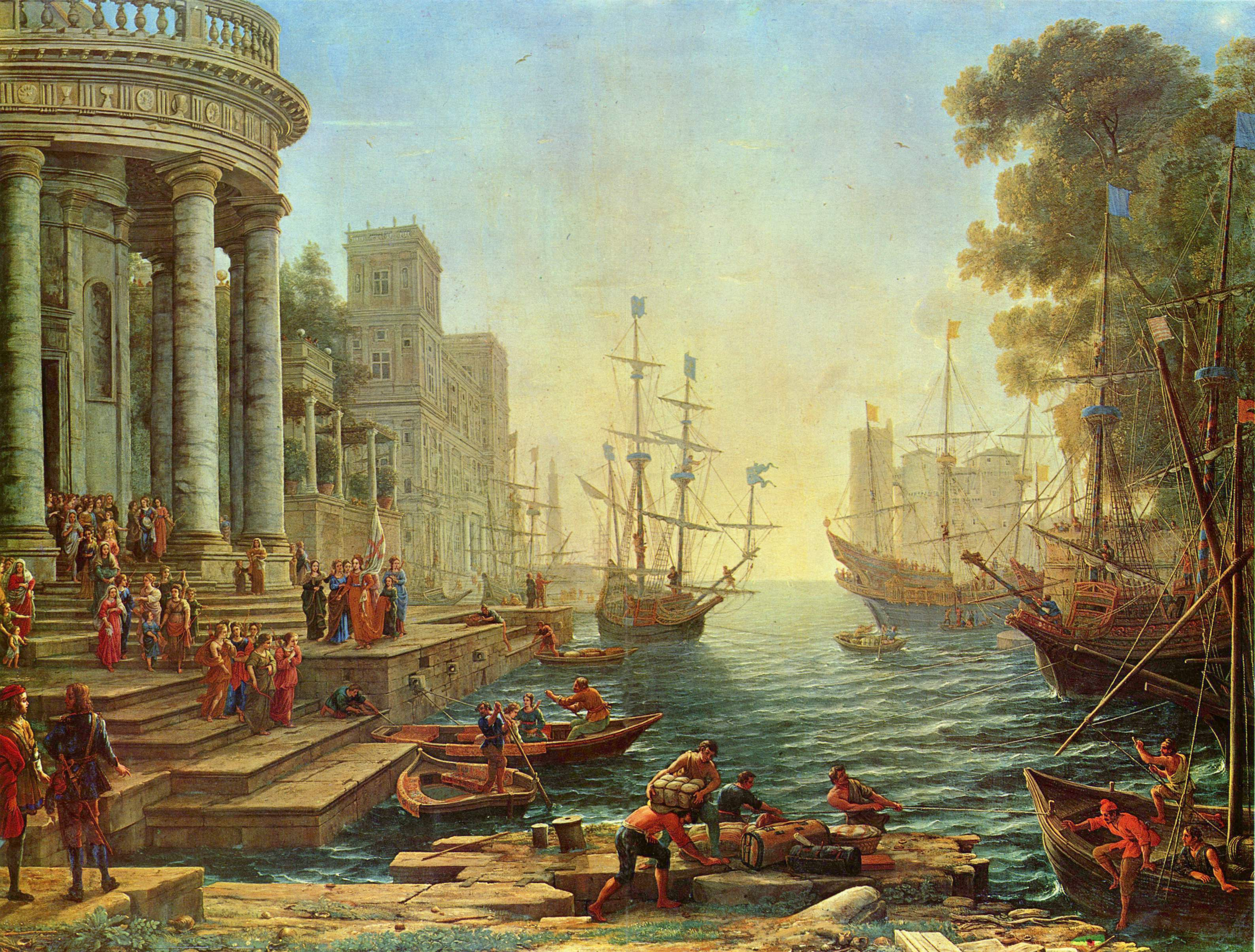
Claude Lorrain: Tengeri kikötő: Szent Orsolya hajóra szállása (1641 v. 1646) (XVII. század)
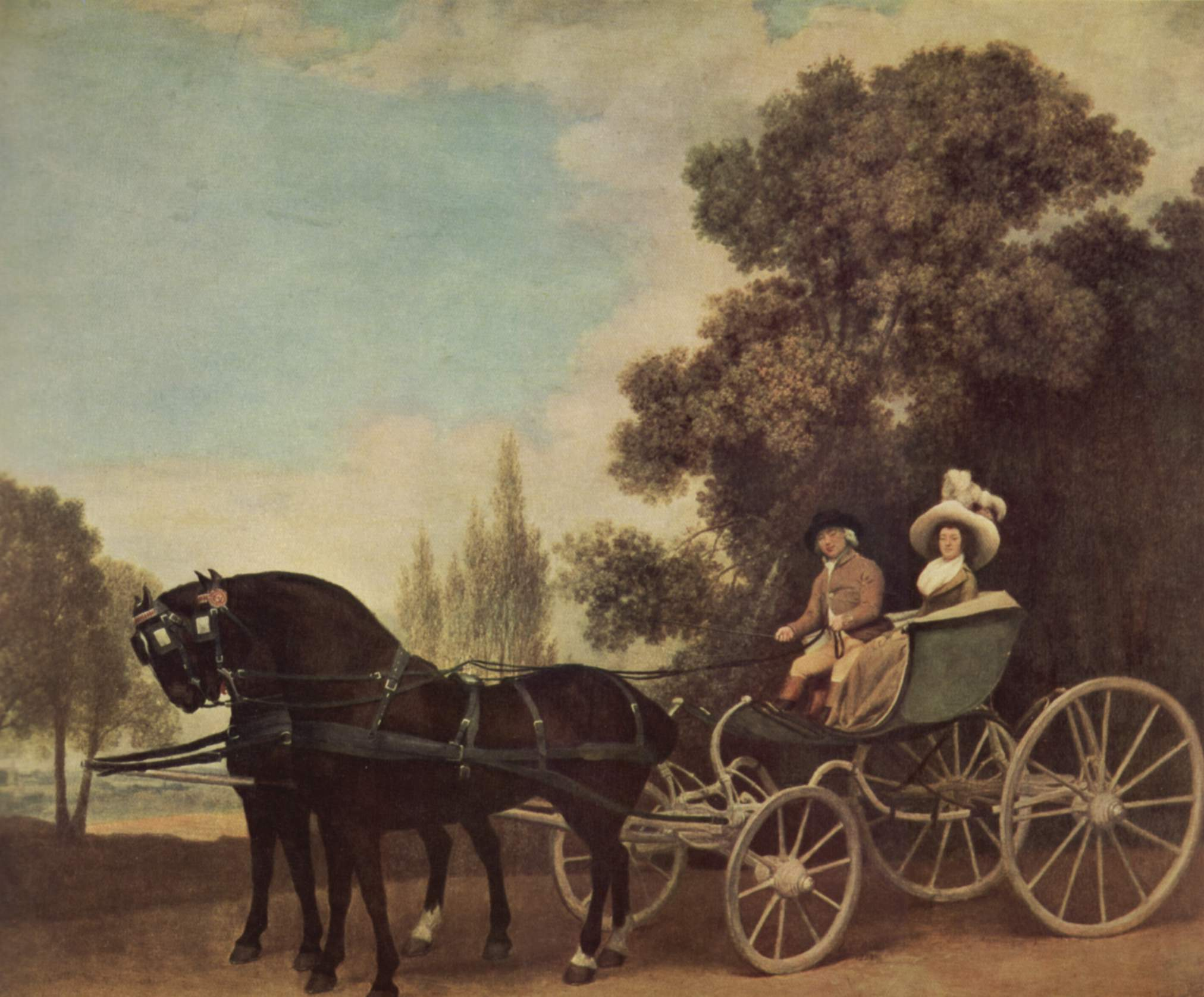
George Stubbs: Férfi és nő fogaton (18. század)

### Művek a XIX. századból

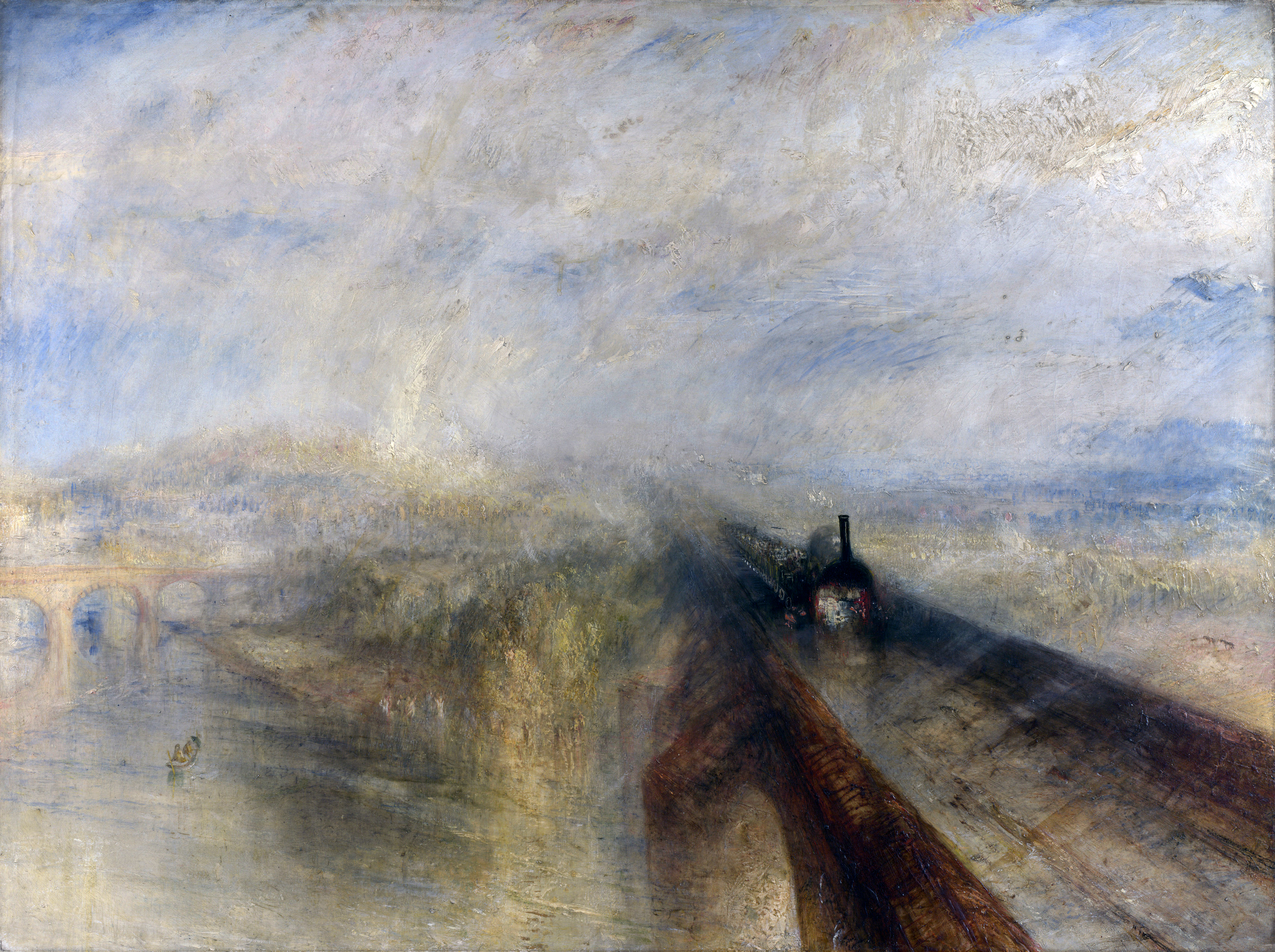
William Turner: Eső, gőz és sebesség (1844)
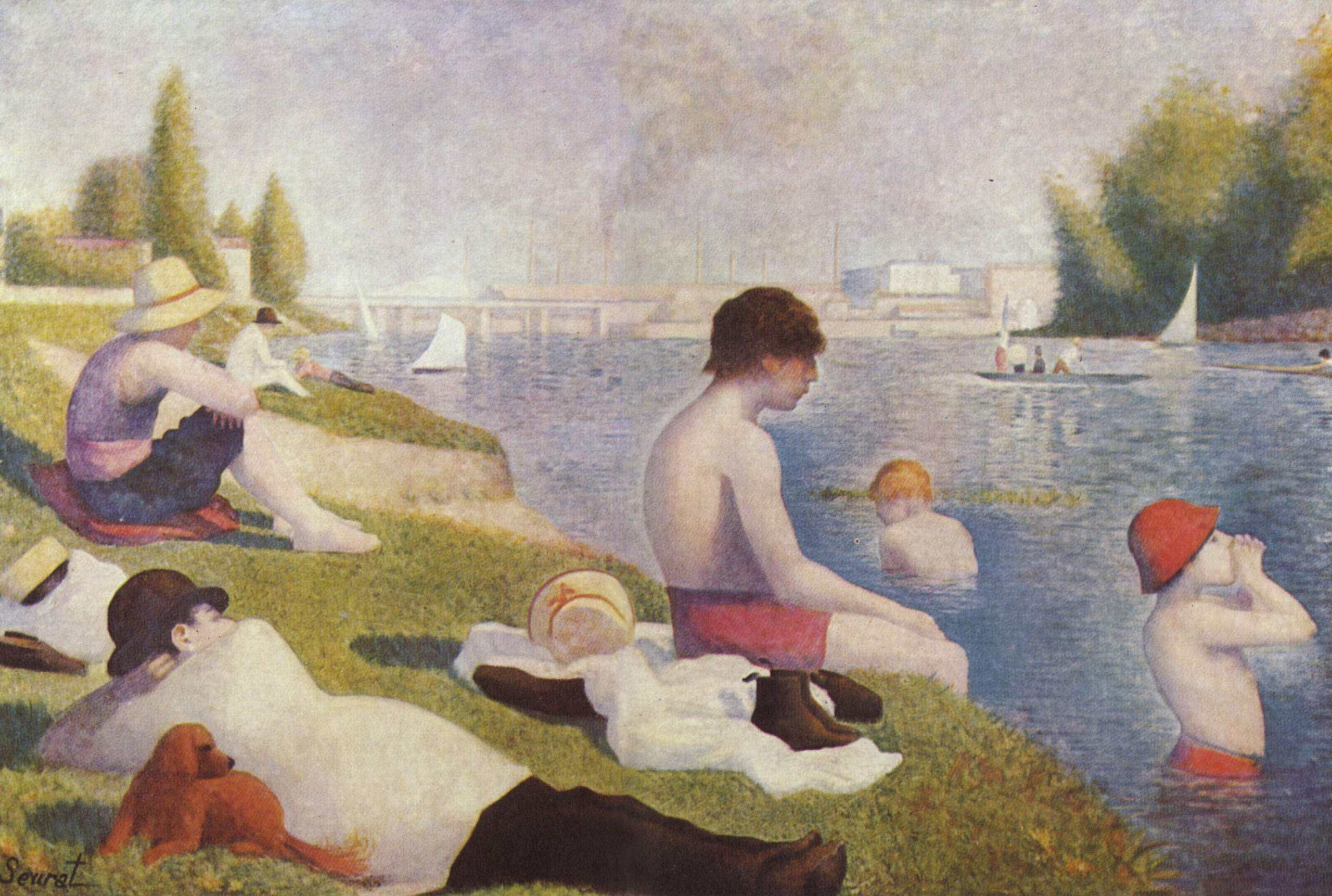
Georges Seurat: Fürdőzés Asnières-ben (1883-84)
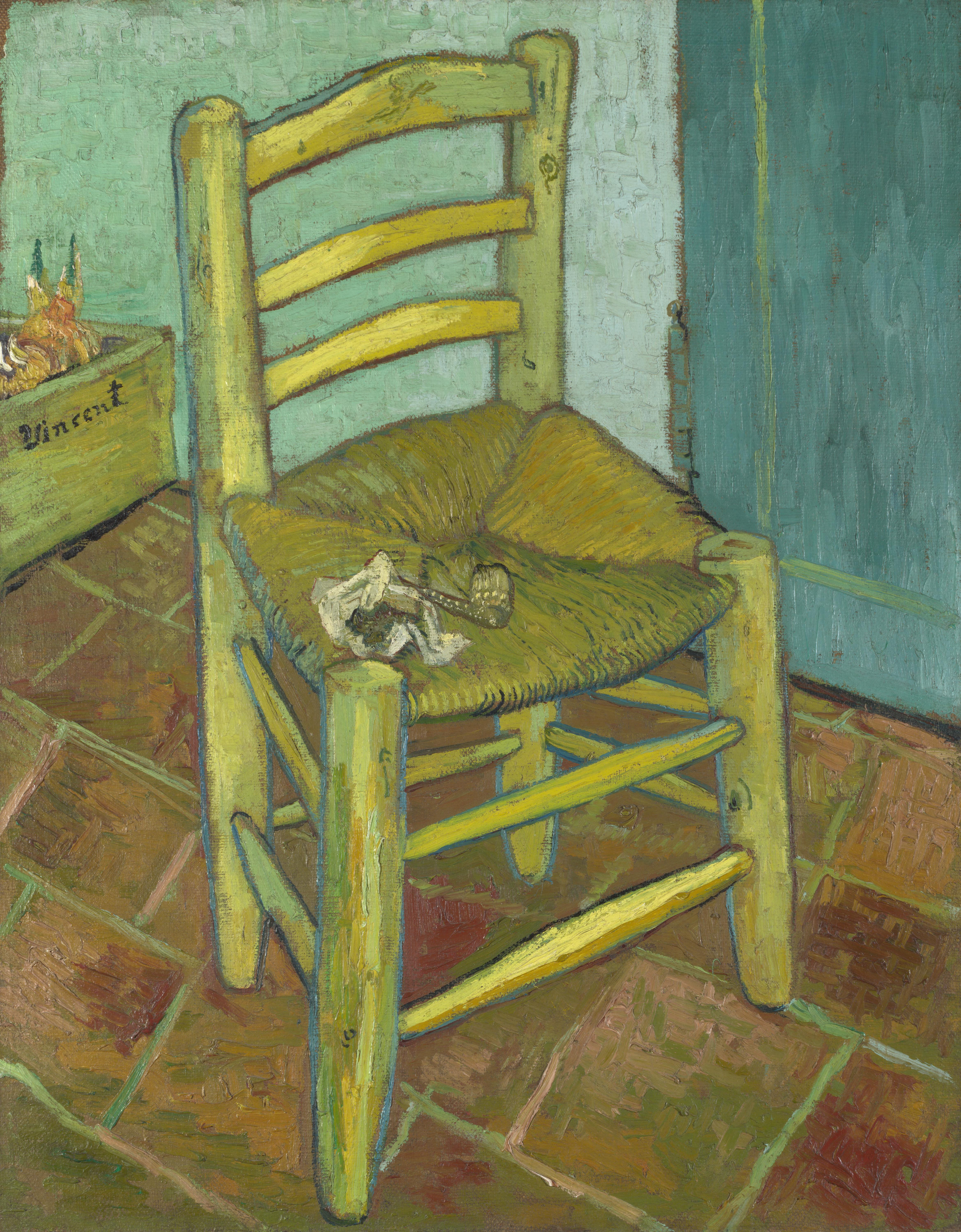
Vincent van Gogh: Szék pipával (csendélet) (1888)
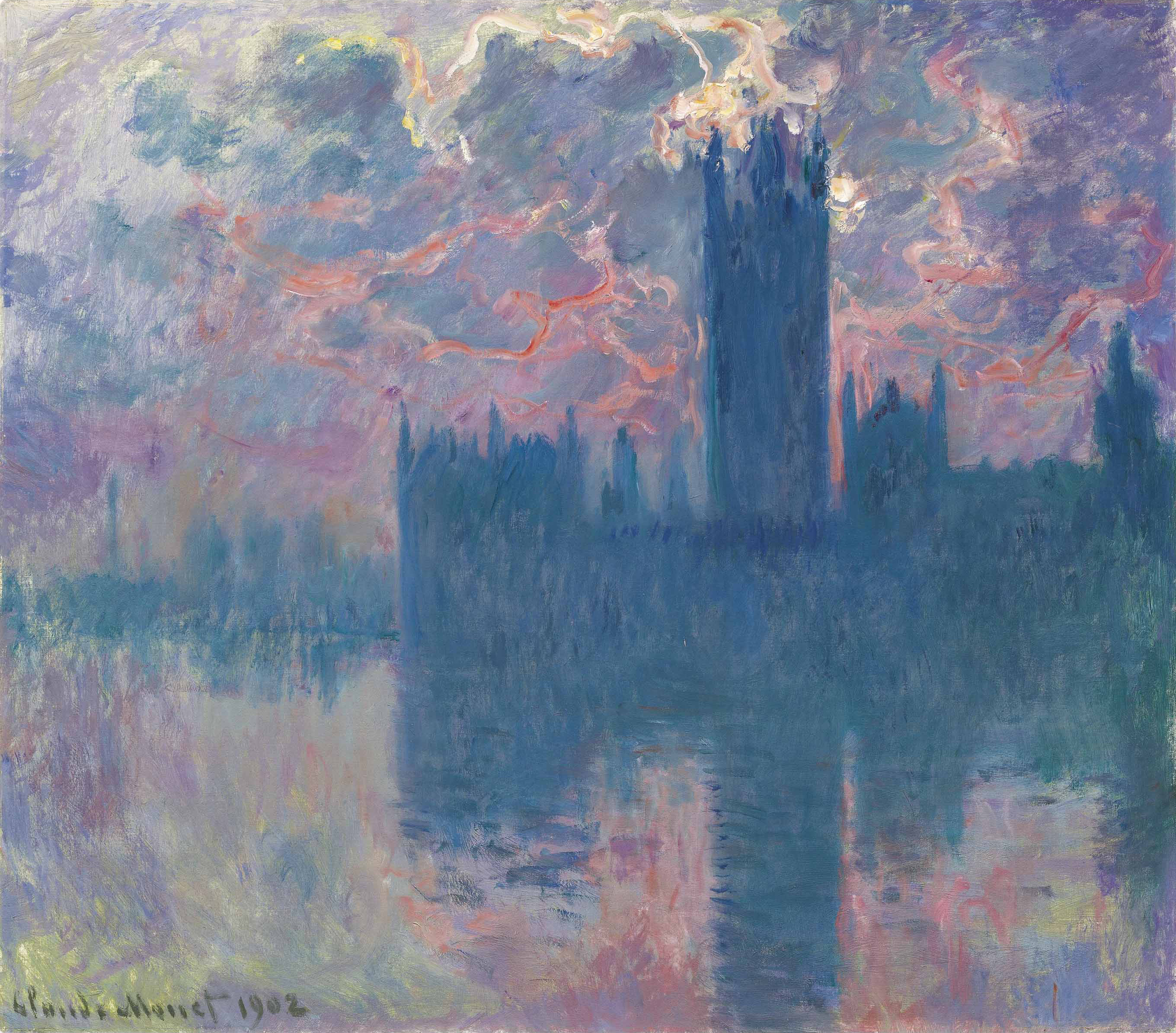
Claude Monet: Az angol parlament (1902)

### Magyar képek a múzeumban
Élő múzeumi szervezetről van szó, cserélődnek olykor a képek, és a jeles új szerzeményeket feltétlenül közszemlére kell tenni. Sok ilyen volt és van a múzeum történetében (például Tiziano Actaeon halála vagy Diego Velázquez Szeplőtelen fogantatás című alkotása). Azon alkotásokat, amelyek nem férnek már el a falakon, pincében raktározzák, ahol két hatalmas teremben függenek a képek, meg lehet azokat tekinteni, mintegy „lapozva”. köztük találhatunk Brocky Károly-képeket. Brocky 1838–1844 közt és 1846-tól 1855-ben bekövetkezett haláláig élt Londonban, megfestette Miss Liddel portréját. Miss Liddel a királynő egyik udvarhölgye volt, portréja annyira megtetszett az udvarban, hogy ezek után Viktória királynő és férje, Albert herceg is modellt ült Brocky Károlynak. Brocky az 1848–49-es forradalom és szabadságharc hőseinek, Mészáros Lázár 1848-as hadügyminiszternek és Kmetty György tábornoknak az arcképét is megfestette.

## A képek restaurálásával kapcsolatos kritikák

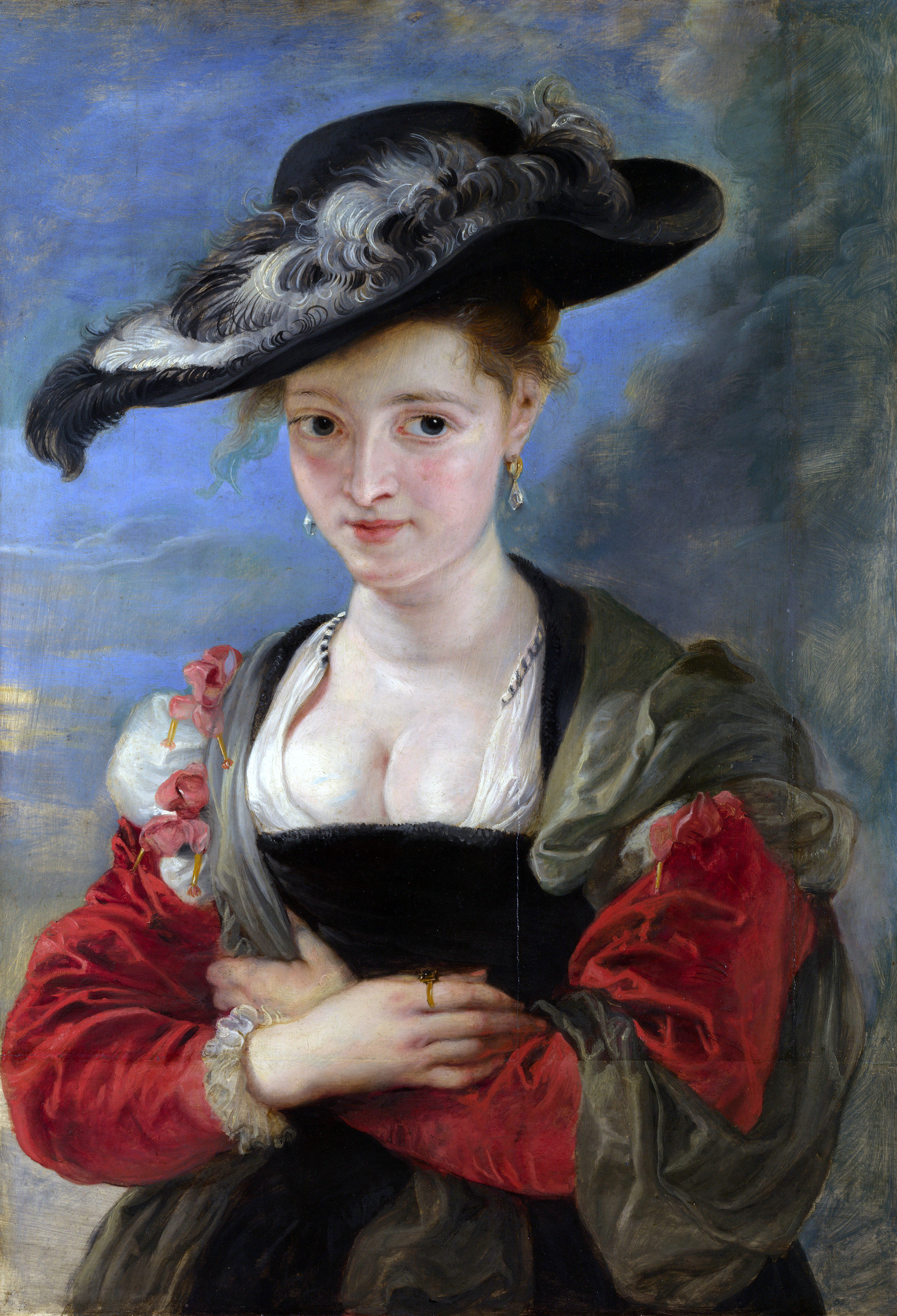
Rubens női portréfestménye 1625-ből, restaurálta 1946-ban Helmut Ruheman

A National Gallery ellen megfogalmazott, egyik leggyakrabban visszatérő kritika – az épület vélt vagy valós hiányosságai mellett – a múzeum restaurálási gyakorlata. A múzeum kritikusai szerint a képek restaurálása során túlságosan nagy teret engedtek maguknak, és nem hallgattak az építő jellegű kritikákra. A képek első, nagyszabású megtisztítása 1844-ben kezdődött, miután Sir Charles Lock Eastlake (1793–1865) lett a múzeum vezetője. Eastlake, aki maga is festő, illetve a festészetben használt anyagok ismerője volt, John Seguiert, a múzeum restaurátorát kérte fel, aki már korábban is dolgozott a képekkel: akkor forró lenolajban feloldott gyantával vonta be a képeket, hogy az öregedést, illetve a színek fakulását megelőzze. Ennek következtében 1844-re a múzeum szinte minden festménye aranyos, barnás árnyalatot szerzett, a felhordott védőrétegnek köszönhetően. A tisztogatási műveleteket a nyári szünet 3 hete alatt végezték.
Eastlake-et a brit sajtó hevesen támadta, miután az első három megtisztított festményt – egy-egy Rubens-, Cuyp- és Velázquez-képet – 1846-ban bemutatták a nagyközönségnek. A képtár egyik leghangosabb és legkitartóbb kritikusa John Morris-Moore volt, aki 1849-ben "Verax" álnéven egy sor levelet írt a The Times című napilapba, amelyben hevesen támadta a képtár által elvégzett restaurálási munkákat.
Morris-Moore például ezt írta Rubens „Béke és Háború” című képéről: "Legnagyobb meglepetésemre és megdöbbenésemre az általunk birtokolt legcsodálatosabb Rubenst teljesen megnyúzva találtam. Nem találok semmilyen megfelelőbb kifejezést arra a szégyenletes eljárásra, ahogyan ezt a képet az utolsó szünet során kezelték. A „Béke és Háború” korábban oly gazdag és harmonikus színei most kiáltóan durvák és egymástól elütők. A gyönyörű bevonatokat az intézményre jellemző gondatlansággal levakarták a méltányosság bármilyen figyelembe vétele nélkül, és most a képen a háttérben ábrázolt tárgyak a legdurvább módon keverik magukat az előtérben lévők közé." A múzeum kuratóriumának tagjaihoz írt levelében Eastlake így válaszolt a kritikákra: „Az a Rubens pedig hosszú ideg volt eltemetve a megsárgult és elkoszosodott védőrétegek alatt. Úgy találtuk, hogy ezt a réteget tökéletes biztonságban el lehet távolítani, mivel a festmény felszíne a mester más műveire jellemző módon igencsak kemény.”

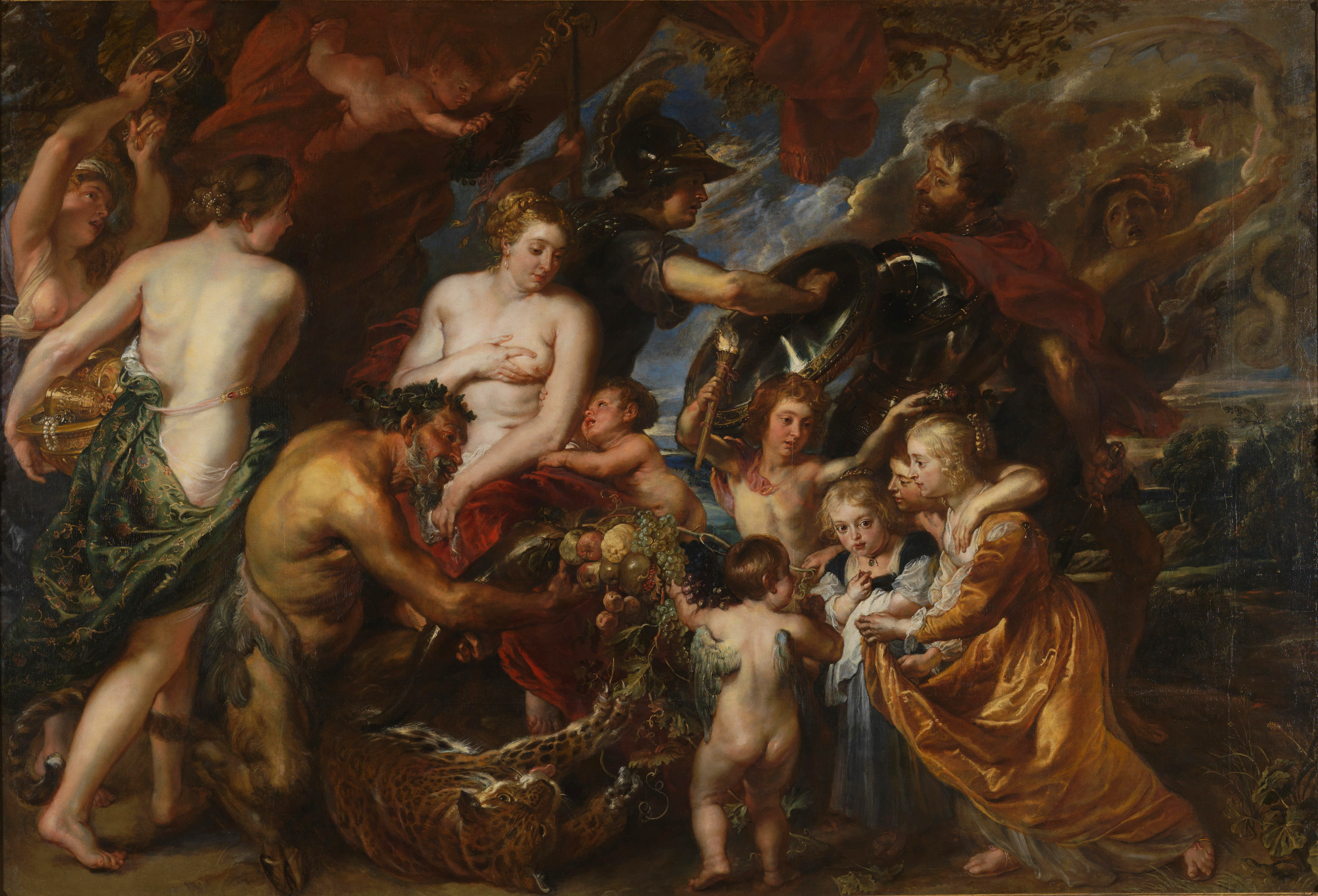
Rubens Béke és háború c. festménye 1630-ból, restaurálta 1846-ban John Seguier

A levelek nyomán kirobbant botrány nyomán parlamenti vizsgálóbizottság alakult a múzeum tevékenységének felülvizsgálatára. Az 1853-ban kiadott, több mint 1000 oldalas jelentés a kor vezető művészeinek, restaurátorainak, műkritikusainak és műkereskedőinek véleményén alapult (maga Morris-Moore is nyilatkozott a bizottságnak). A jelentés összegezte az egymásnak időnként homlokegyenest ellentmondó véleményeket, elítélte a múzeumi védőréteg alkalmazását (amely a képek fakulását okozta), és néhány formális javaslatot tett a múzeum restaurációs tevékenységére vonatkozóan. Ennek köszönhetően Eastlake, aki 1847-ben a botrány következtében lemondott pozíciójáról, 1855-ben mint a National Gallery igazgatója térhetett vissza.
1861-ben egy hasonló vita robbant ki Münchenben, az Alte Pinakothek képeinek megtisztításával kapcsolatban. A vizsgálóbizottság egyik tagja, Dr. Max von Pettenkofer kifejlesztett egy módszert, amivel a festmények töredezett, egyenetlen felülete ismét visszanyerte korábbi állapotát, és a bevonat sárgás-barnás színe sem tűnt el. Ezt az eljárást a kontinensen szinte mindenhol átvették, és 1864-ben a National Gallery is sikerrel kezelte 16 festményét ezzel a módszerrel. Eastlake elismerte, hogy az eljárás biztonságos, de nem volt meggyőződve hatékonyságáról.
1936-ban ismét egy meglehetősen hangos botrány robbant ki Diego Velazquez egy teljes alakos, IV. Fülöp spanyol királyt ábrázoló portréjának helyreállításával kapcsolatban. Néhány nappal a festmény leleplezése után a The Star és a London Mercury című folyóiratok dicsérőleg szóltak a helyreállításról. A Daily Telegraph műkritikusa azonban éles hangon elítélte a helyreállítást, amely az író szerint tönkretette a képet: „Nekem úgy tűnik, mintha tegnap festették volna, az Akadémia éves kiállítására készülve. A kosszal együtt, amelyet egy sokkal egyszerűbb eljárás is eltávolíthatott volna, a festmény patinája is eltűnt. Egyes helyeken a vászon is áttűnik a vékony festékréteg alól. Valószínű, hogy Velazquez a festéket a lakkréteggel keverte helyenként, és utóbbi eltávolítása a festmény felső rétegét helyreállíthatatlanul tönkretette.” Körülbelül ugyanebben az időben a British Museumot is kritikák érték a Parthenon-szobrok helyreállításával kapcsolatban. A botrány a Telegraph oldalain több hónapig folytatódott, de a hozzászóló művészek többsége pozitívan ítélte meg a festmény állapotát. Ennek ellenére további cikkek jelentek meg 1937-ben a The Listener és az Apollo, februárban a The Connoisseur folyóiratokban, majd ezután amerikai művészeti folyóiratokban is.
A restaurálással kapcsolatos következő nagy botrány közvetlenül a második világháború után robbant ki. A háború alatt a múzeum főrestaurátora, Helmut Ruhemann tisztította meg a Manod Quarryban elrejtett képeket. Amikor a megtisztított képek 1946-ban visszakerültek eredeti helyükre, az egy évszázaddal korábbihoz hasonló botrány tört ki. A kritikusok leginkább a 19. században felvitt védőrétegek eltávolítását kifogásolták, mivel az idők során a fedőréteg elszíneződött, elöregedett; a kritikusok szerint fennállt a veszélye, hogy Ruhemann a festők által felvitt utólagos, harmonizáló ecsetvonásokat is eltávolította a fedőréteggel együtt. A kritikusok egyik leghangosabb képviselője Ernst Gombrich, a Warburg Institute professzora volt, aki a múzeum restaurátoraival való levelezése során „bántó lekezelésről” panaszkodott. Egy 1947-es jelentés szerint a festményekben nem esett kár a restaurálás eredményeként, de a restauráló szakmai körökben egyesek továbbra is elégedetlenek azzal, hogy a múzeum hozzáállása nem, vagy alig változott Ruhemann óta.
A National Gallery ellen irányuló kritikák összetevője, hogy a múzeum kurátorai időnként tévesen állapítják meg a festmények alkotóját. Kenneth Clark 1939-ben számos, a velencei iskolához tartozó, ismeretlen festő által festett képet Giorgione-nak tulajdonított, aki elsősorban festményei ritkasága miatt nagy népszerűségnek örvendett. A döntés nagyon népszerűtlen volt, még a múzeum dolgozóinak körében is, akik kizárták Clarkot a könyvtárból. A legutóbbi vita egy 17. századi festmény, a Sámson és Delila körül robbant ki, amelyet a múzeumban Rubensnek tulajdonítottak. A képet 1980-ban vásárolta a múzeum és a kritikusok szerint a National Gallery vezetősége nem meri beismerni, hogy a képet talán nem Rubens festette, mivel a vásárlásban részt vevők közül többen még mindig a múzeum munkatársai.

## A múzeum vezetése a kezdetektől napjainkig
| - William Seguier (1771–1843) Szolgálatban: 1824–1843 (19 év, haláláig töltötte be a pozíciót) - Sir Charles Lock Eastlake (1793–1865) Szolgálatban: 1843–1847 (4 év) - Thomas Uwins RA (1782–1857) Szolgálatban: 1847–1855 (8 év) - Ralph Nicholson Wornum (1812-1877) Szolgálatban: 1855–1877 (22 év, haláláig töltötte be a pozíciót) - Mr Charles Locke Eastlake (1836-1906) Szolgálatban: 1878–1898 (20 év) - Hawes Harison Turner (1851-1939) Szolgálatban: 1898–1914 (16 év) - Charles Henry Collins Baker (1880-1959) Szolgálatban: 1914–1934 (20 év) - Edwin Glasgow (1874–1955) Szolgálatban: 1934–1936 (2 év) - Harold Isherwood Kay (1893–1938) Szolgálatban: 1936–1938 (2 év, haláláig töltötte be a pozíciót) - William Pettigrew Gibson (1902–1960) Szolgálatban: 1939–1960 (21 év, haláláig töltötte be a pozíciót) - Sir Martin Davies (1908–1975) Szolgálatban: 1960–1967 (7 év) - Sir Michael Vincent Levey MVO (1927-) Szolgálatban: 1967–1973 (6 év) - Cecil Hilton Monk Gould (1918–1994) Szolgálatban: 1973–1978 (5 év) - Allan John Witney Braham (1937-) Szolgálatban: 1978–1989 (11 év) - Nicholas Penny (1949-) Szolgálatban: 1998–2002 (4 év) - Sir Charles Lock Eastlake PRA (1793–1865) Szolgálatban: 1855–1865 (10 év, haláláig töltötte be a pozíciót) - Sir William Boxall RA (1800–1879) Szolgálatban: 1866–1874 (8 év) - Sir Frederic William Burton (1816–1900) Szolgálatban: 1874–1894 (20 év) - Sir Edward John Poynter Bt PRA (1836–1919) Szolgálatban: 1894–1904 (10 év) - 1904. december 31-től 1906. november 6-ig interregnum volt. az igazgatói poszton, de a kurátor ellátta a feladatokat. - Sir Charles Holroyd (1861–1917) Szolgálatban: 1906–1916 (10 év) - Sir Charles John Holmes (1868–1936) Szolgálatban: 1916–1928 (12 év) - Sir Augustus Moore Daniel (1866–1950) Szolgálatban: 1929–1933 (5 év) - Sir Kenneth Mackenzie Clark (1903–1983) Szolgálatban: 1934–1945 (11 év) - Sir Philip Hendy (1900–1980) Szolgálatban: 1946–1967 (22 év) - Sir Martin Davies CBE Dlitt FBA FSA (1908–1975) Szolgálatban: 1968–1973 (6 év) - Sir Michael Vincent Levey MVO (1927–) Szolgálatban: 1973–1986 (13 év) - Robert Neil MacGregor (1946–) Szolgálatban: 1987–2002 (15 év) - Dr Charles Robert Saumarez Smith (1954–) Szolgálatban: 2002–2007 (5 év) - Dr. Nicholas Penny (1949–) Szolgálatban: 2008– | - Sir Charles Lock Eastlake (1793–1865) Szolgálatban: 1843–1847 (4 év) - Thomas Uwins RA (1782–1857) Szolgálatban: 1847–1855 (8 év) - Ralph Nicholson Wornum (1812–1877) Szolgálatban: 1855–1877 (22 év, haláláig töltötte be a pozíciót) - Mr Charles Locke Eastlake (1836–1906) Szolgálat: 1878–1898 (20 év) - Hawes Harison Turner (1851–1939) Szolgálatban: 1898–1914. (16 év) - Charles Henry Collins Baker (1880–1959) Szolgálatban: 1914–1934 (20 év) - Edwin Glasgow (1874–1955) Szolgálatban: 1934–1936 (2 év) - Harold Isherwood Kay (1893–1938) Szolgálatban: 1936–1938 (2 év, haláláig töltötte be a pozíciót) - William Pettigrew Gibson (1902–1960) Szolgálatban: 1939–1960 (21 év, haláláig töltötte be a pozíciót) - Sir Martin Davies (1908–1975) Szolgálatban: 1960–1967 (7 év) - Sir Michael Vincent Levey MVO (1927–) Szolgálatban: 1967–1973 (6 év) - Cecil Hilton Monk Gould (1918–1994) Szolgálatban: 1973–1978 (5 év) - Allan John Witney Braham (1937–) Szolgálatban: 1978–1989 (11 év) - Nicholas Penny (1949–) Szolgálatban: 1998–2002 (4 év) |

## Külső hivatkozások
- A Nemzeti Képtár honlapja (angolul)
- National Gallery (azaz Nemzeti Képtár) (magyarul)